# Danh sách tổng thống Colombia

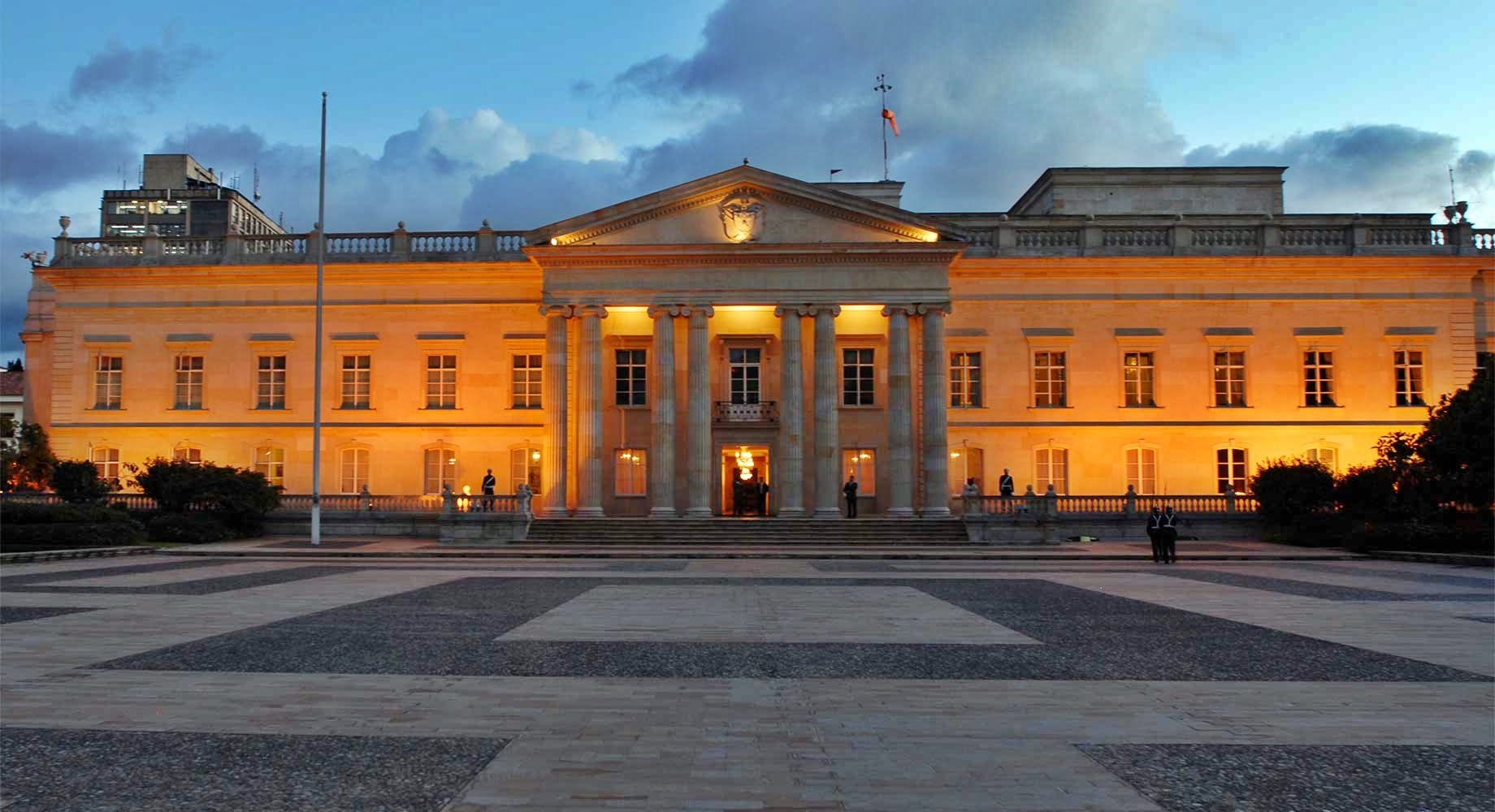
Nhà Nariño, nơi cư trú và trung tâm của chính quyền chính thức của tổng thống

Đây là danh sách các tổng thống Colombia. Theo Hiến pháp Colombia năm 1991, các Tổng thống Colombia là nguyên thủ quốc gia và người đứng đầu chính phủ của Cộng hòa Colombia. Là người đứng đầu cơ quan hành pháp và người đứng đầu chính phủ quốc gia nói chung, tổng thống là cơ quan chính trị cao nhất ở Colombia bởi tầm ảnh hưởng và sự công nhận. Tổng thống cũng là Tổng tư lệnh các Lực lượng Quân sự Colombia. Tổng thống được bầu trực tiếp tới bốn năm dài trong một phổ biến bầu cử. Kể từ khi Đạo luật Lập pháp 2 năm 2004 được thông qua, không ai có thể được bầu làm tổng thống quá hai lần. Sau khi chết, từ chức hoặc bãi nhiệm chức vụ của một Tổng thống đương nhiệm, Phó Tổng thống đảm nhận chức vụ này. Tổng thống phải ít nhất 30 tuổi và là công dân "sinh ra tự nhiên" của Colombia.

## Danh sách các tổng thống của Colombia
| #  | Tên tổng thống                      | Tên tổng thống                         | Bắt đầu nhiệm kỳ     | Kết thúc nhiệm kỳ                             | Đảng phái                      | Năm đắc cử |
| -- | ----------------------------------- | -------------------------------------- | -------------------- | --------------------------------------------- | ------------------------------ | ---------- |
| 1  |                                     | Rafael Núñez (1825–1894)               | 1 tháng 4 năm 1886   | 18 tháng 12 năm 1894 (Qua đời khi đương chức) | Đảng Quốc gia                  | (1885)     |
| 2  |                                     | Miguel Antonio Caro (1845–1909)        | 18 tháng 9 năm 1894  | 7 tháng 8 năm 1898                            | Đảng Quốc gia                  | 1 (1892)   |
| 3  |                                     | Manuel Antonio Sanclemente (1814–1902) | 7 tháng 8 năm 1898   | 31 tháng 7 năm 1900                           | Đảng Quốc gia                  | 2 (1898)   |
| 4  |                                     | José Manuel Marroquín (1827–1908)      | 31 tháng 7 năm 1900  | 7 tháng 8 năm 1904 (Đảo chính)                | Đảng Bảo thủ                   | 2 (1898)   |
| 5  |                                     | Rafael Reyes (1849–1921)               | 7 tháng 8 năm 1904   | 27 tháng 7 năm 1909 (Từ chức)                 | Đảng Bảo thủ                   | 3 (1904)   |
| 6  |                                     | Ramón González Valencia (1851–1928)    | 7 tháng 8 năm 1909   | 7 tháng 8 năm 1910                            | Đảng Bảo thủ                   | 3 (1904)   |
| 7  |                                     | Carlos Eugenio Restrepo (1867–1937)    | 7 tháng 8 năm 1910   | 7 tháng 8 năm 1914                            | Liên minh Cộng hòa             | 4 (1910)   |
| 8  |                                     | José Vicente Concha (1867–1929)        | 7 tháng 8 năm 1914   | 7 tháng 8 năm 1918                            | Đảng Bảo thủ                   | 5 (1914)   |
| 9  |                                     | Marco Fidel Suárez (1855–1927)         | 7 tháng 8 năm 1918   | 11 tháng 11 năm 1921 (Từ chức)                | Đảng Bảo thủ                   | 6 (1918)   |
| 10 |                                     | Jorge Holguín (1848–1928)              | 11 tháng 11 năm 1921 | 7 tháng 8 năm 1922                            | Đảng Bảo thủ                   | 6 (1918)   |
| 11 |                                     | Pedro Nel Ospina Vázquez (1858–1927)   | 7 tháng 8 năm 1922   | 7 tháng 8 năm 1926                            | Đảng Bảo thủ                   | 7 (1922)   |
| 12 |                                     | Miguel Abadía Méndez (1867–1947)       | 7 tháng 8 năm 1926   | 7 tháng 8 năm 1930                            | Đảng Bảo thủ                   | 8 (1926)   |
| 13 |                                     | Enrique Olaya Herrera (1880–1937)      | 7 tháng 8 năm 1930   | 7 tháng 8 năm 1934                            | Đảng Tự do                     | 9 (1930)   |
| 14 |                                     | Alfonso López Pumarejo (1886–1959)     | 7 tháng 8 năm 1934   | 7 tháng 8 năm 1938                            | Đảng Tự do                     | 10 (1934)  |
| 15 | Tập tin:Fi 1178 Santos, Eduardo.jpg | Eduardo Santos (1888–1974)             | 7 tháng 8 năm 1938   | 7 tháng 8 năm 1942                            | Đảng Tự do                     | 11 (1938)  |
| 16 |                                     | Alfonso López Pumarejo (1886–1959)     | 7 tháng 8 năm 1942   | 7 tháng 8 năm 1946                            | Đảng Tự do                     | 12 (1942)  |
| 17 |                                     | Mariano Ospina Pérez (1891–1976)       | 7 tháng 8 năm 1946   | 7 tháng 8 năm 1950                            | Đảng Bảo thủ                   | 13 (1946)  |
| 18 |                                     | Laureano Gómez (1889–1965)             | 7 tháng 8 năm 1950   | 13 tháng 6 năm 1953                           | Đảng Bảo thủ                   | 14 (1949)  |
| 19 |                                     | Gustavo Rojas Pinilla (1900–1975)      | 13 tháng 6 năm 1953  | 10 tháng 5 năm 1957 (Từ chức)                 | Không đảng (Quân nhân)         | 14 (1949)  |
| 20 | không khung                         | Alberto Lleras Camargo (1906–1990)     | 7 tháng 8 năm 1958   | 7 tháng 8 năm 1962                            | Đảng Tự do                     | 15 (1958)  |
| 21 |                                     | Guillermo León Valencia (1909–1971)    | 7 tháng 8 năm 1962   | 7 tháng 8 năm 1966                            | Đảng Bảo thủ                   | 16 (1962)  |
| 22 |                                     | Carlos Lleras Restrepo (1908–1994)     | 7 tháng 8 năm 1966   | 7 tháng 8 năm 1970                            | Đảng Tự do                     | 17 (1966)  |
| 23 |                                     | Misael Pastrana Borrero (1923–1997)    | 7 tháng 8 năm 1970   | 7 tháng 8 năm 1974                            | Đảng Bảo thủ                   | 18 (1970)  |
| 24 |                                     | Alfonso López Michelsen (1913–2007)    | 7 tháng 8 năm 1974   | 7 tháng 8 năm 1978                            | Đảng Tự do                     | 19 (1974)  |
| 25 |                                     | Julio César Turbay Ayala (1916–2005)   | 7 tháng 8 năm 1978   | 7 tháng 8 năm 1982                            | Đảng Tự do                     | 20 (1978)  |
| 26 |                                     | Belisario Betancur (1923–2018)         | 7 tháng 8 năm 1982   | 7 tháng 8 năm 1986                            | Đảng Bảo thủ                   | 21 (1982)  |
| 27 |                                     | Virgilio Barco Vargas (1921–1997)      | 7 tháng 8 năm 1986   | 7 tháng 8 năm 1990                            | Đảng Tự do                     | 22 (1986)  |
| 28 |                                     | César Gaviria (1947–)                  | 7 tháng 8 năm 1990   | 7 tháng 8 năm 1994                            | Đảng Tự do                     | 23 (1990)  |
| 29 |                                     | Ernesto Samper (1950–)                 | 7 tháng 8 năm 1994   | 7 tháng 8 năm 1998                            | Đảng Tự do                     | 24 (1994)  |
| 30 |                                     | Andrés Pastrana Arango (1954–)         | 7 tháng 8 năm 1998   | 7 tháng 8 năm 2002                            | Đảng Bảo thủ                   | 25 (1998)  |
| 31 |                                     | Álvaro Uribe (1952–)                   | 7 tháng 8 năm 2002   | 7 tháng 8 năm 2010                            | Colombia First                 | 26 (2002)  |
| 31 | 27 (2006)                           | Álvaro Uribe (1952–)                   | 7 tháng 8 năm 2002   | 7 tháng 8 năm 2010                            | Colombia First                 |            |
| 32 |                                     | Juan Manuel Santos (1951–)             | 7 tháng 8 năm 2010   | 7 tháng 8 năm 2018                            | Đảng Xã hội chủ nghĩa Quốc gia | 28 (2010)  |
| 32 | 29 (2014)                           | Juan Manuel Santos (1951–)             | 7 tháng 8 năm 2010   | 7 tháng 8 năm 2018                            | Đảng Xã hội chủ nghĩa Quốc gia |            |
| 33 |                                     | Iván Duque Márquez (1976–)             | 7 tháng 8 năm 2018   | Đương nhiệm                                   | Đảng Dân chủ Trung tâm         | 30 (2018)  |